# جامعة الشرق الأوسط التقنية

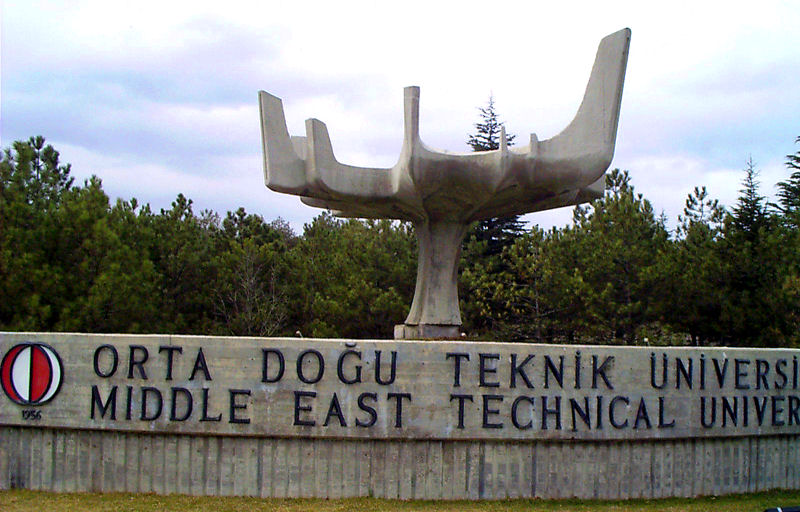
تمثال لشجرة العلم بالجامعة.

جامعة الشرق الأوسط التقنية (بالتركية: Doğu Teknik Üniversitesi)‏، وتُعرف اختصارًا بـ ODTÜ، (بالإنجليزية: Middle East Technical University)‏ اختصارا METU هي جامعة تقنية عامة تقع في أنقرة، بتركيا. يرتكز برنامج تعليمها وأبحاثها على الهندسة والعلوم الطبيعية. وهي تعتبر الجامعة الرائدة في مجال البحوث العلمية والهندسية في تركيا والشرق الأوسط تأسست في عهد الرئيس التركي عدنان مندريس. ونظراً لجودة التعليم الأكاديمي الذي تقدمه جامعة الشرق الأوسط التقنية، فقد باتت اليوم إحدى المؤسسات العلمية المتميزة في تركيا، إذ تستقبل الجامعة قرابة 26500 طالب وطالبة من الأتراك والأجانب، ولديها أكثر من 750 أستاذاً ومحاضرً ومعيدً ضمن هيئة التدريس، و400 مدرب أكاديمي.
اللغة الرسمية للتعليم في هذه الجامعة هي الإنجليزية.

## الكليات والاقسام

### كلية الهندسة المعمارية
- قسم الهندسة المعمارية
- قسم تخطيط المدن والتخطيط الإقليمي
- قسم التصميم الصناعي

### كلية الهندسة
- قسم هندسة الطيران والفضاء
- قسم الهندسة الكيميائية
- قسم الهندسة المدنية
- قسم هندسة الحاسوب
- قسم الهندسة الكهربائية والإلكترونية
- قسم العلوم الهندسية
- قسم الهندسة البيئية
- قسم الهندسة الغذائية
- قسم الهندسة الجيولوجية
- قسم الهندسة الصناعية
- قسم الهندسة الميكانيكية
- قسم المعادن وهندسة المواد
- قسم هندسة التعدين
- قسم هندسة البترول والغاز الطبيعي.

### كلية الاقتصاد والعلوم الإدارية
- قسم إدارة الأعمال
- قسم الاقتصاد
- إدارة العلاقات الدولية
- قسم العلوم السياسية والإدارة العامة

### كلية الآداب والعلوم
- قسم الأحياء
- قسم الكيمياء
- قسم التاريخ
- قسم الرياضيات
- قسم البيولوجيا الجزيئية وعلم الوراثة
- قسم الفلسفة
- قسم الفيزياء
- قسم علم النفس
- قسم علم الاجتماع
- قسم الإحصاء

### كلية التربية
- قسم تعليم الكمبيوتر وتكنولوجيا التعليم
- قسم العلوم التربوية
- قسم التعليم الابتدائي
- قسم تعليم اللغات الأجنبية
- قسم التربية البدنية والرياضة
- قسم العلوم الثانوي وتعليم الرياضيات

## مباني الجامعة
تبلغ مساحة حرم الجامعة حوالي 4500 هكتاراً، وتضم سكناً جامعياً يتسع لحوالي 7000 طالب، وتحتوي على مجموعة واسعة من المرافق الرياضية كملاعب التنس وكرة القدم.

## موقع الجامعة
تقع الجامعة على الطريق السريع بين أنقرة و«اسكيشيهير» (Üniversiteler Mahallesi, Dumlupınar Bulvarı No: 1, 06800 Ankara).

## مكتب الطلاب الأجانب
يقدم مكتب الطلاب الأجانب (بالإنجليزية: International Students' Office)‏  (أو مكتب الطلاب الدوليين) الدعم المهني وتقديم المشورة لجميع الطلاب الأجانب الجدد والملتحقين حاليا. يساعد موظفوا المكتب الطلاب في تقديم الطلبات والتسجيل، والحصول على بطاقة هوية الطالب، وتصريح الإقامة وبعض الوثائق الهامة الأخرى والحفاظ على تكاملهم وتوجههم في مجتمع الجامعة بشكل عام.
يقع المكتب في مبنى الرئاسة (طابق المدخل، Z-18) وعنوان البريد الإلكتروني الخاص به هو iso@metu.edu.tr .
يمكن الإتصال مباشرة بموظفي المكتب عبر أرقام التليفونات الموجودة بهذه الصفحة، بعد إضافة الكود الدولى لتركيا 0090 ثم كود أنقرة 312.

## حرم الجامعة
منطقة الحرم الجامعي مساحتها حوالي 4500 هكتار ومساحة الغابات هي 3043 هكتار، بما في ذلك بحيرة إيمر (بالتركية: Eymir Gölü)‏ التي تبعد نحو 20 كيلومتر من أنقرة. البحيرة متاحة لطلاب الجامعة كنشاطات التنزّه والتجديف وصيد الأسماك والأنشطة الترفيهية العامة، وتتوفر خدمة الحافلات من الحرم الجامعي الرئيسي ومواقع الجامعة في المدينة إلى البحيرة.

## الحياة في الجامعة
الجزء الرئيسي من الحرم الجامعي يستوعب حوالي 7000 طالب يستفيدون من منطقة التسوق والبنوك ومكتب البريد والعديد من الأماكن في تناول الطعام، كما تتوفر في الحرم الجامعي مجموعة واسعة من المرافق الرياضية، بما في ذلك صالات رياضية وملاعب للتنس (كرة المضرب) وكرة السلة وكرة القدم ومسارات الركض، وبركة سباحة داخلية بالقياسات الأولمبية وبركة سباحة في الهواء الطلق. من بين مرافق الحرم الجامعي فندق في إلمادا (Elmadağ) يبعد 30 كيلومتر من الحرم الجامعي، ومنتجع في أولوداغ قرب مدينة بورصة حيث تسلق الجبال والتزلج وعدة نشاطات مختلفة أخرى.

## فرع شمال قبرص
هو أول فرع لجامعة تركية خارج الحدود التركية، وقد تم افتتاحه في قبرص الشمالية. يقدم الفرع 15 برنامج بكالوريوس و 3 برامج دراسات عليا.
يدرس في هذا الفرع حوالي 3000 طالب.

## خريجون بارزون
- إيرمان إليجاك
- محمد علي نور اوغلو
- إيلكاي آلتنتس
- ألف شفق
- أمينة إشينسو
- أوزتورك يلماز
- أونور صايلاك
- إرول جلنبي
- إلهان كيسيجي
- إيرمان إليجاك
- آلف آلاتلي

## الروابط الخارجية
- Middle East Technical University (official web site) (بالإنجليزية) (بالتركية)
- METU Northern Cyprus Campus (official web site) (بالإنجليزية) (بالتركية)
- METU-Technopolis نسخة محفوظة 23 ديسمبر 2012 at Archive.is (official web site) (بالإنجليزية) (بالتركية) (بالألمانية)

```
(بالروسية)
```

- radyoODTÜ (METU Radio)
- METU Academic Units
- METU International Students and Study Abroad Office
- METU Library
- List of METU Student Clubs and Societies
- METU Campus Map
- METU TV نسخة محفوظة 12 يونيو 2011 على موقع واي باك مشين.
- METU OpenCourseWare Portal
- جامعة الشرق الأوسط MEU (بالعربية)

## معرض الصور

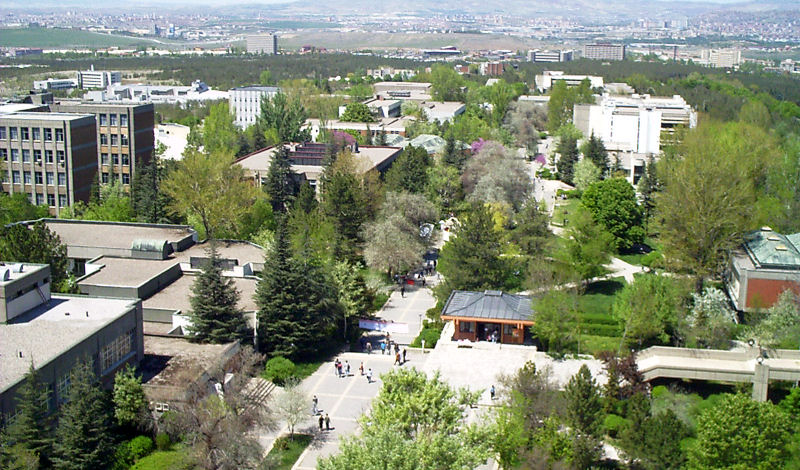
منظر عام للجامعة من مبني الهندسة.
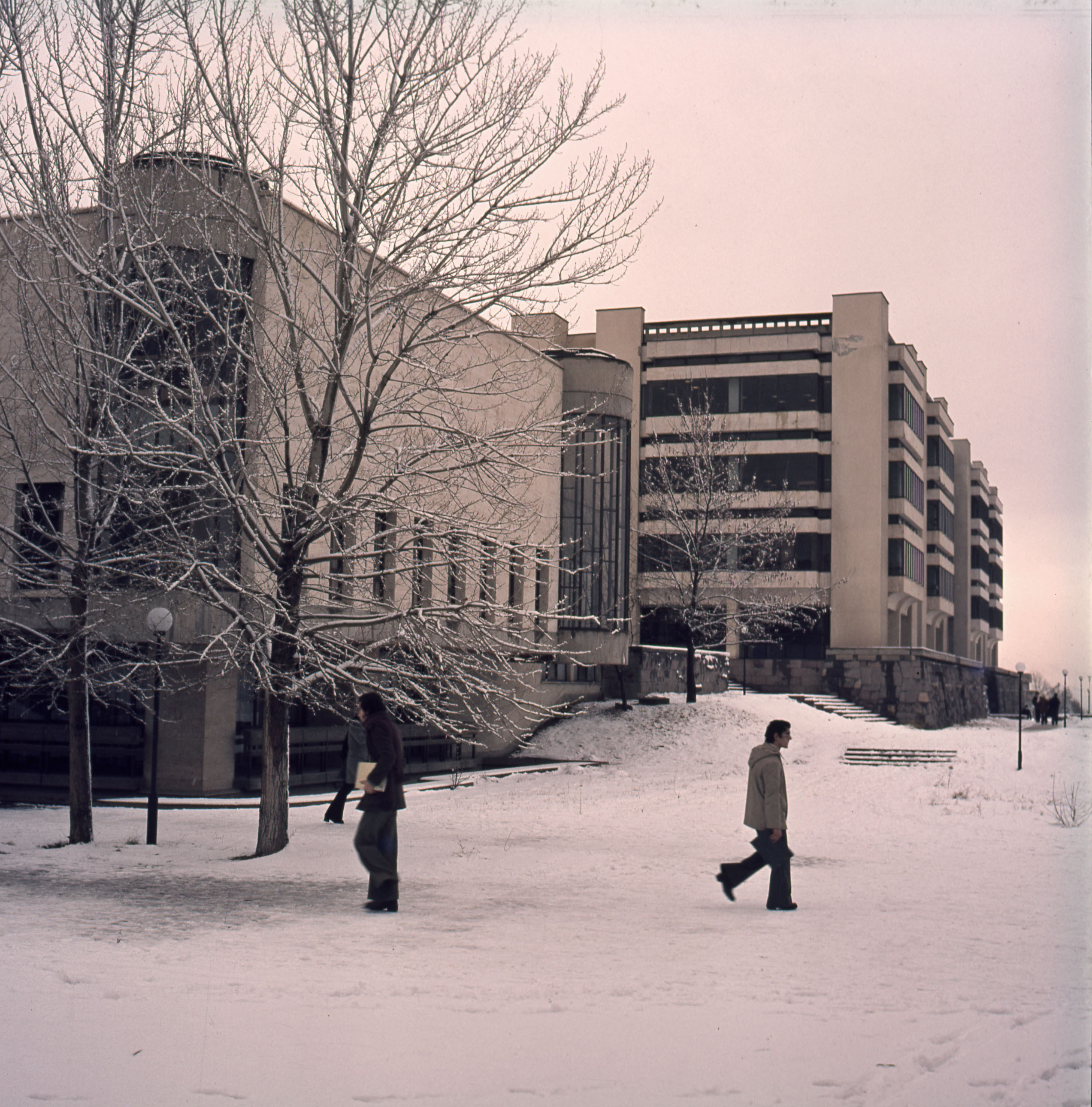
المكتبة.
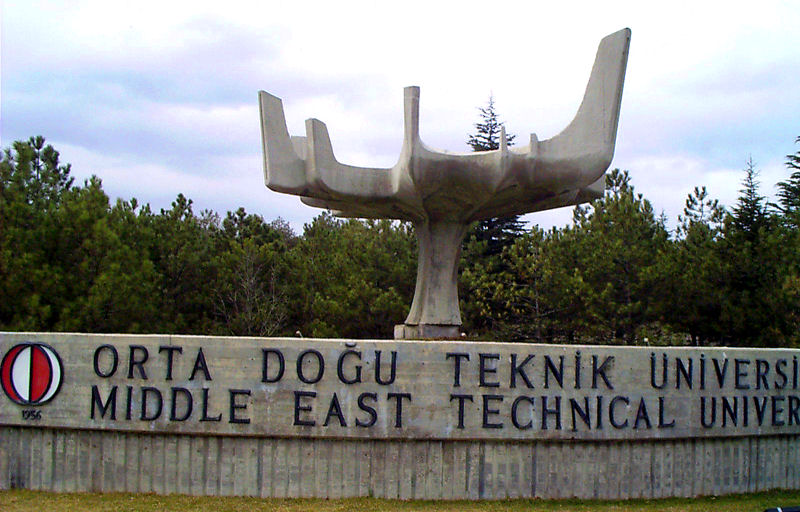
تمثال "شجرة العِلم"، بالجامعة.
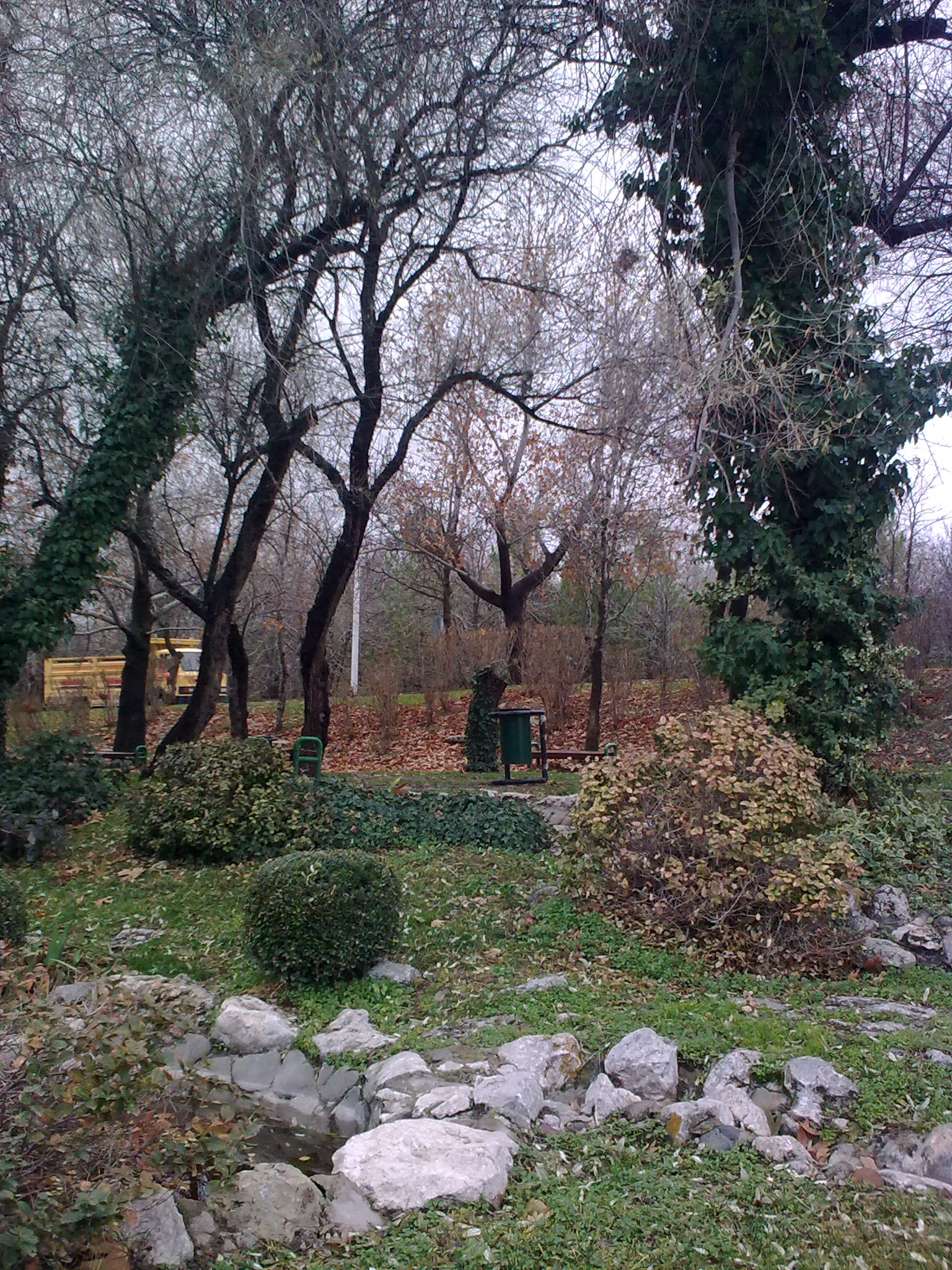
حديقة مركز الثقافة و المؤتمرات.
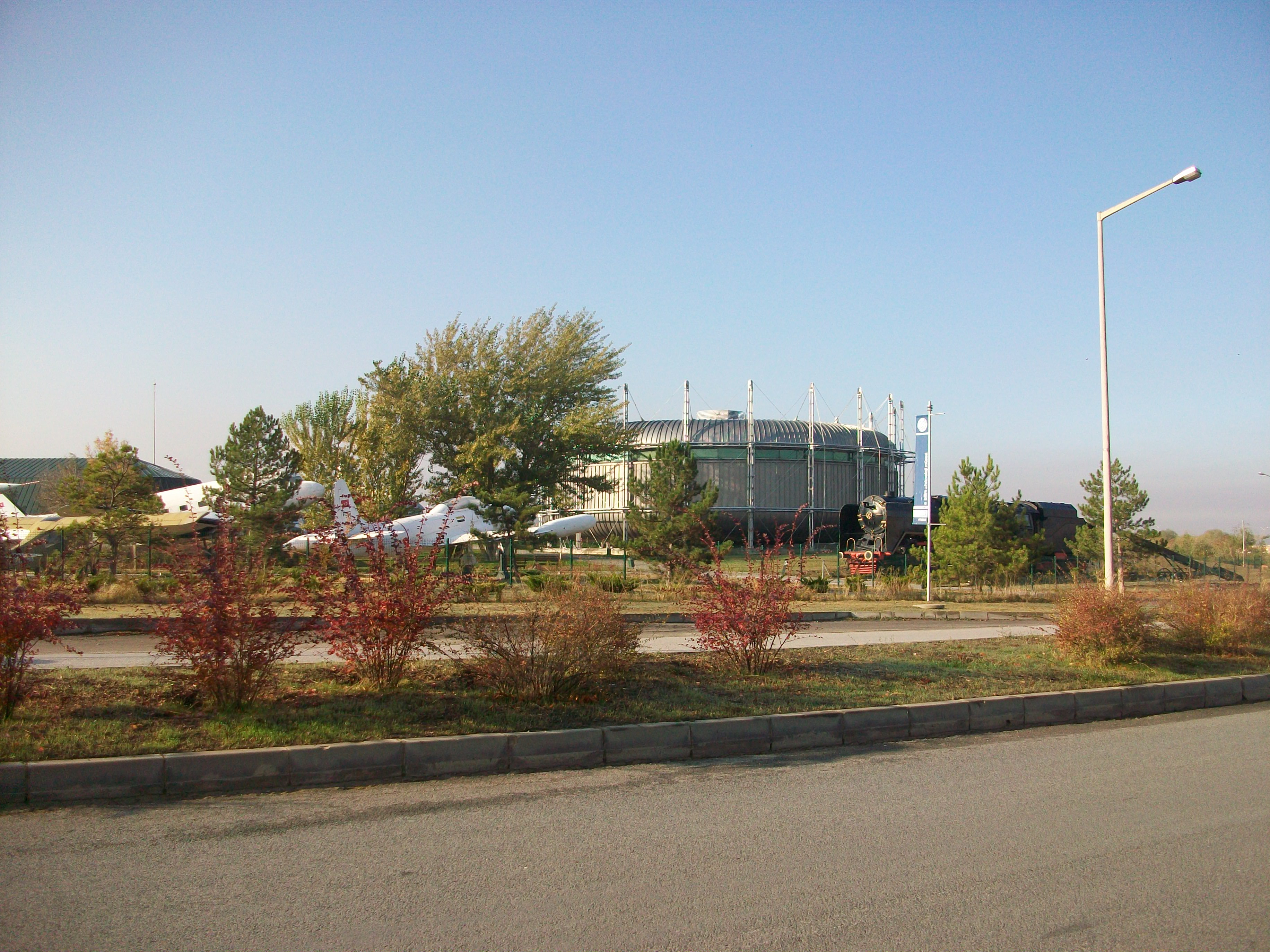
مدخل متحف العلوم والتكنولوجيا.
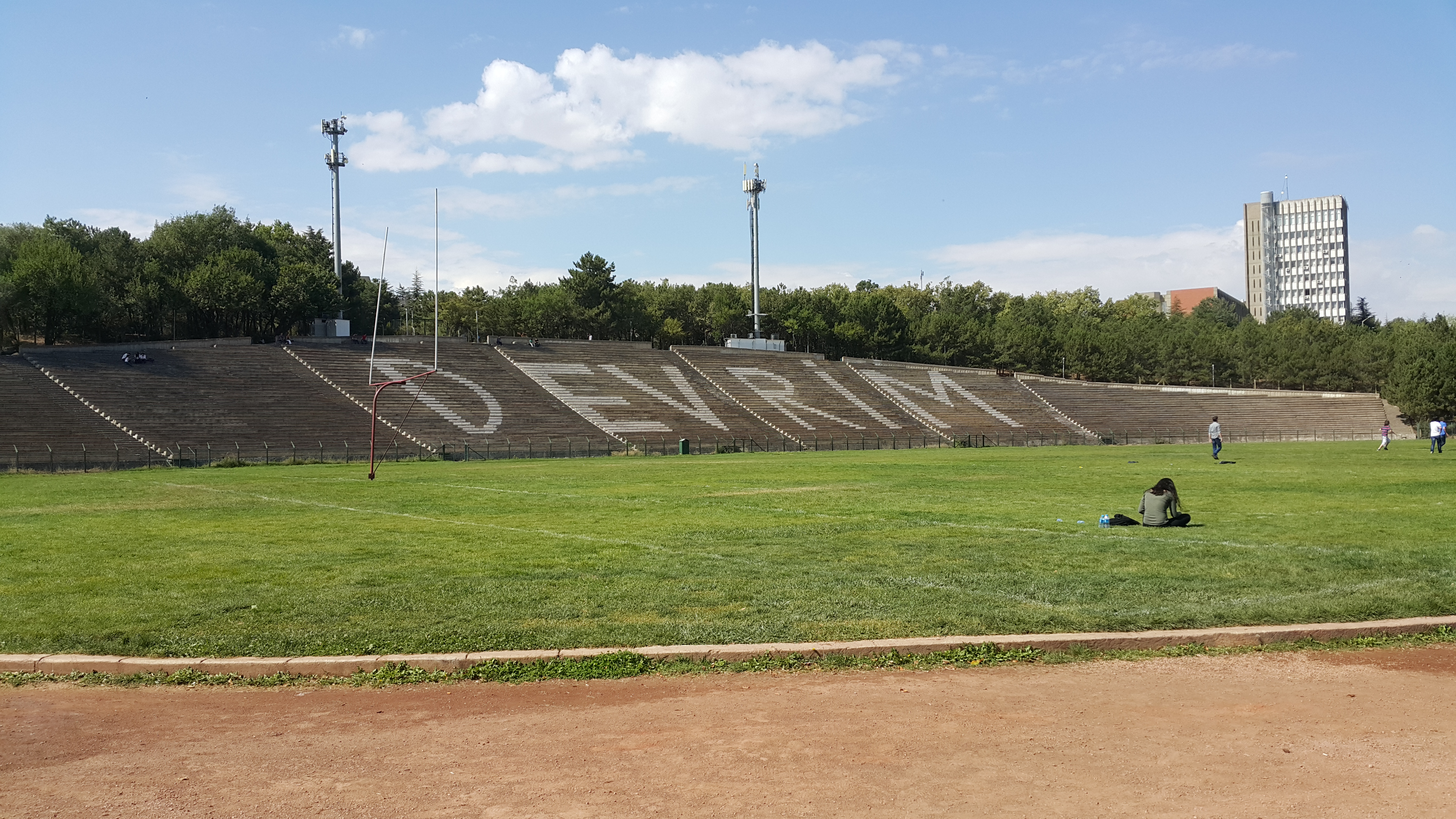
ملعب الثورة
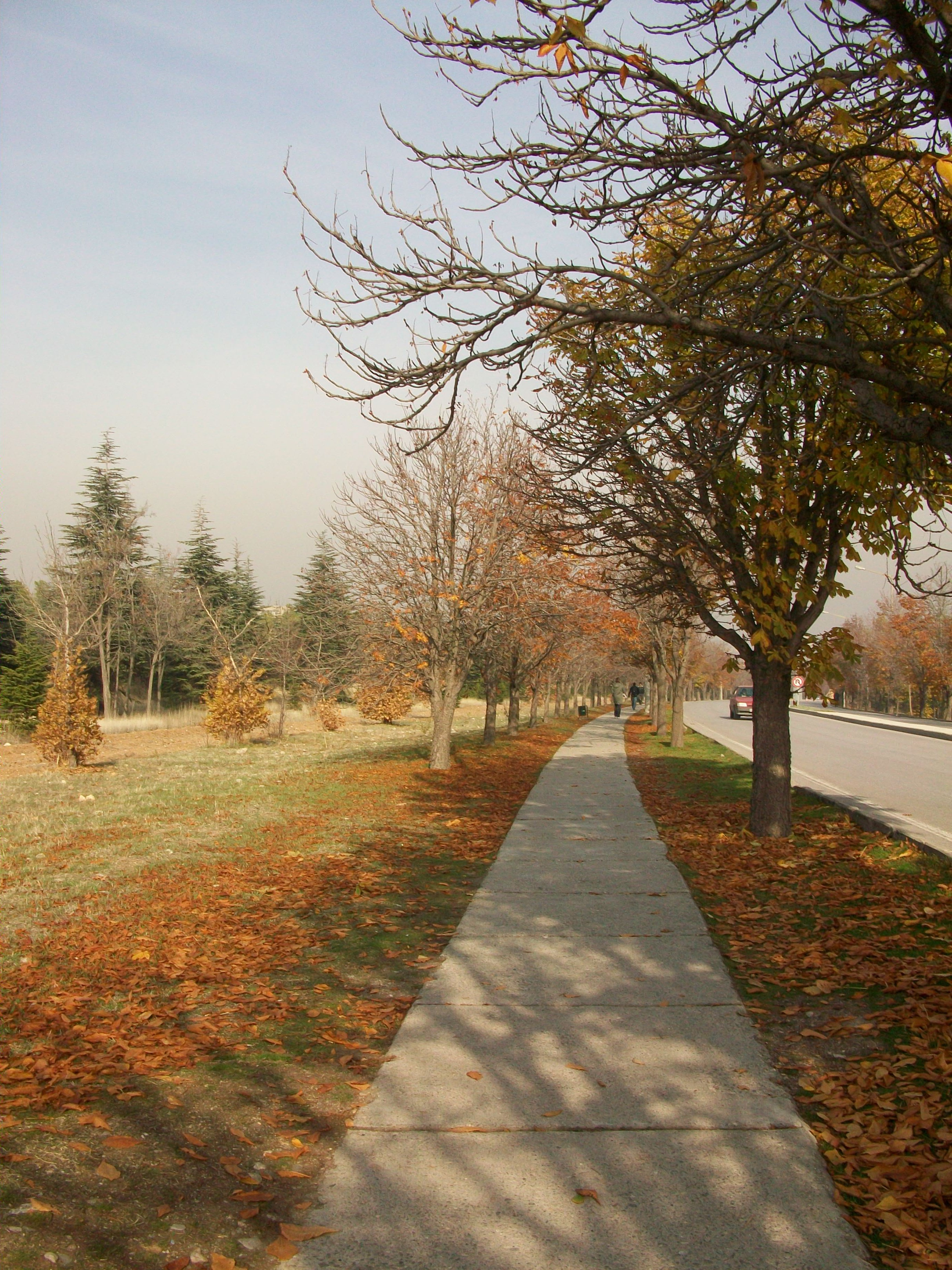
الطريق إلى المدخل رقم A1.
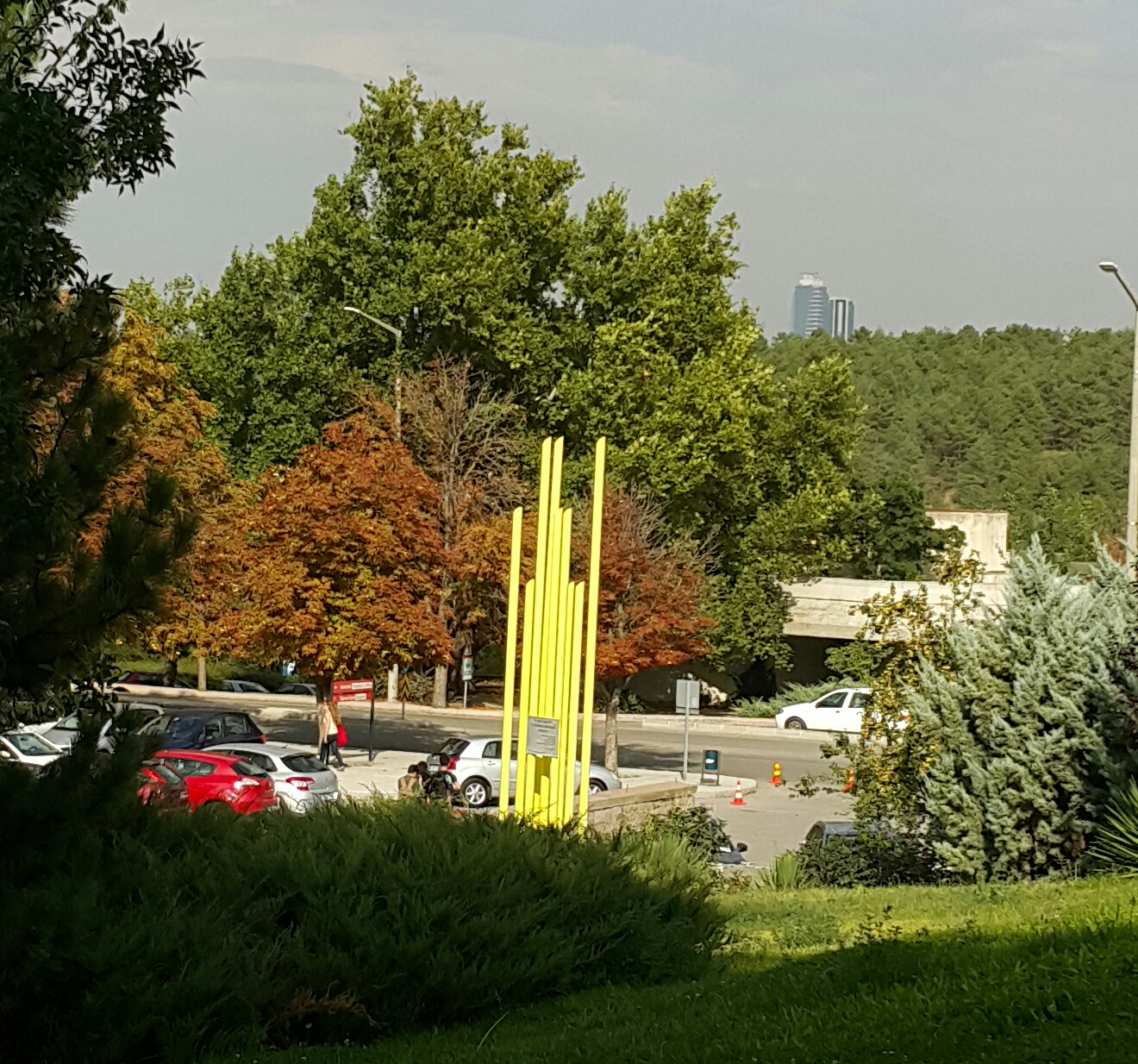
نُصُب الأعمدة التسعة.